# Terbolesa

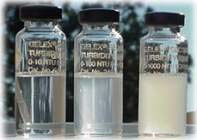
Estàndards de terbolesa de 5, 50, i 500 NTU

La terbolesa és la pèrdua de transparència d'un fluid per la presència de partícules en suspensió. És causada per partícules individuals, sòlids en suspensió que són generalment invisibles a ull nu, de forma similar al fum a l'aire. El mesurament de la terbolesa s'anomena turbiditat i és un test clau en l'anàlisi de la qualitat de l'aigua perquè és una mesura indirecta de la matèria en suspensió que és fàcil de fer amb mitjans òptics.
Els fluids poden contenir matèria sòlida en suspensió consistent en partícules de diferents mides. Les partícules petites fan que el líquid aparegui tèrbol.
La terbolesa també s'aplica a sòlids transparents com el vidre o el plàstic.

## Causes de terbolesa
En aigües obertes el creixement del fitoplàncton forma terbolesa. Les activitats humanes com la construcció poden portar a l'entrada de grans quantitats de sediments durant les tempestes i drenatges superficials, les àrees urbanitzades carreteres ponts, activitats mineres, etc. també creen terbolesa.
En l'aigua potable és directament proporcional la quantitat de terbolesa amb el risc de problemes gastrointestinals, ja que virus i bacteris poden estar enganxats a les partícules en suspensió, que a més protegeixen aquests patògens de l'esterilització de l'aigua feta mitjançant la radiació ultraviolada.
En llacs i reserves d'aigua la terbolesa redueix la quantitat de llum que arriba a les zones profundes i afecta la vida vegetal i animal.
Tanmateix en molts manglars una alta terbolesa és necessària per a protegir certes espècies dels seus predadors.

## Mesures de la terbolesa

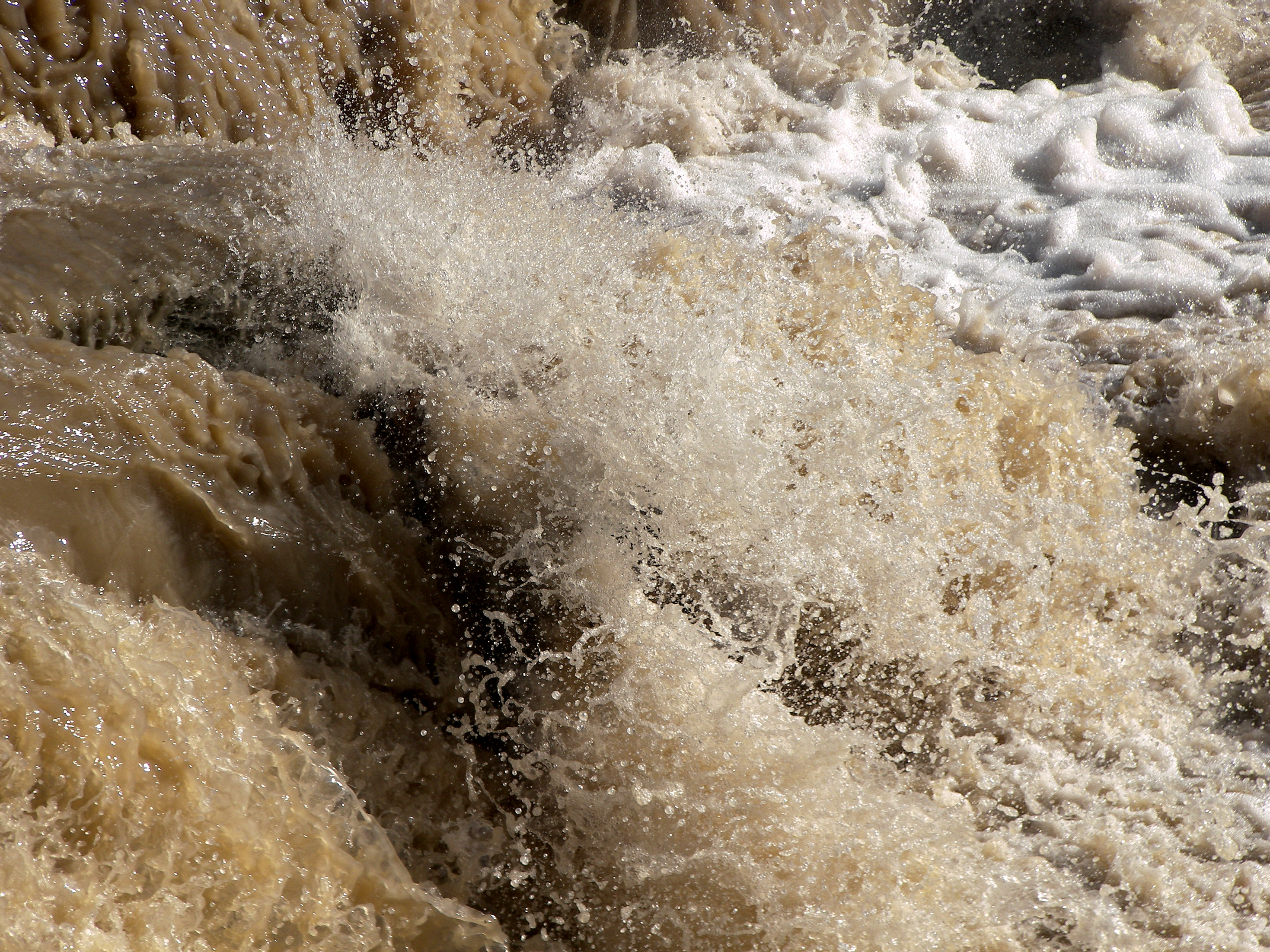
Terbolesa creada per aiguats forts.

La FTU (Formazin Turbidity Unit) és la unitat de turbiditat usada amb més freqüència. Per a l'ISO s'anomena FNU (Formazin Nephelometric Units).
Entre els sistemes més usats hi ha el de l'atenuació és a dir, la mesura de la reducció de la llum que passa en mostra de columna d'aigua.
Un nefelòmetre és un aparell que detecta la terbolesa mitjançant la mesura de la dispersió de la llum que fan les partícules en suspensió, les unitats de mesura obtingudes amb al nefelòmetre s'anomenen Nephelometric Turbidity Units (NTU).
La turbiditat en grans superfícies d'aigua, que siguin prou profundes, es pot mesurar mitjançant l'estri anomenat disc de Secchi de color blanc i negre que s'introdueix dins l'aigua fins a la profunditat en la qual ja no es pot veure el disc.
En l'aire la terbolesa indica el grau de contaminació.